# Scratch Acid
Scratch Acid fue una banda de Austin, Texas formada en 1982. En sus comienzos, la alineación de la banda era Steve Anderson (voz), David Wm. Sims (guitarra), Brett Bradford (guitarra), David Yow (bajo), y Rey Washam (batería). Sin embargo, Anderson fue despedido antes de grabar un disco, lo que provocó que Yow se moviera al canto y Sims al bajo.
Los primeros dos discos de Scratch Acid, Scratch Acid (1984) y Just Keep Eating (1986), fueron lanzados por la discográfica independiente de Texas Rabid Cat. Sin embargo, luego de nunca recibir dinero de parte de Rabid Cat, se cambiaron a Touch & Go Records, bajo la cual lanzaron el EP Berserker (1987) y la compilación en CD post-separación The Greatest Gift (1991).
Luego de ganar una reputación como banda alocada y ruidosa, Scratch Acid se separó en 1987. Luego de la separación, Bradford formó la banda punk Great Caesar's Ghost, que se separó en 1993. También formó Sangre De Toro, y tocó con Areola 51. Washam colaboró con muchas bandas, incluyendo los Big Boys, Ministry, Helios Creed, The Didjits, Lard y Tad. En 1987, Sims y Washam se unieron a Steve Albini para formar Rapeman, que se separó en 1989. Ese mismo año, Sims se reunió con Yow para formar The Jesus Lizard.
Todos los miembros originales aparecieron en el Emo's Nightclub, en Austin, el 2 de septiembre de 2006, y en el aniversario de los 25 años de Touch & Go Records, el 9 de septiembre de ese mismo año. Tocaron su tercer y último concierto en el Showbox Theater de Seattle, el 16 de septiembre, donde tocaron 20 de las 28 canciones (grabadas) de la banda.

## Discografía
- Scratch Acid (EP, 1984, bajo Rabid Cat)
- Just Keep Eating (LP, 1986, bajo Rabid Cat)
- Berserker (EP, 1987, bajo Touch & Go Records)
- Compilación The Greatest Gift (CD, 1991, bajo Touch & Go Records)